# Kinh tế học nông nghiệp
Kinh tế học nông nghiệp là một lĩnh vực kinh tế ứng dụng liên quan đến việc áp dụng lý thuyết kinh tế trong việc tối ưu hóa sản xuất và phân phối thực phẩm và các sản phẩm bông vải sợi. Kinh tế nông nghiệp bắt đầu như một nhánh của kinh tế học đặc biệt đề cập đến việc sử dụng đất. Nó tập trung vào việc tối đa hóa năng suất cây trồng trong khi duy trì một hệ sinh thái đất tốt. Trong suốt thế kỷ 20, ngành học được mở rộng và phạm vi hiện tại của ngành này rộng hơn nhiều. Kinh tế nông nghiệp ngày nay bao gồm nhiều lĩnh vực ứng dụng khác nhau, có sự trùng lặp đáng kể với kinh tế học thông thường. Các nhà kinh tế học nông nghiệp đã có những đóng góp đáng kể trong nghiên cứu kinh tế học, kinh tế lượng, kinh tế phát triển và kinh tế môi trường. Kinh tế nông nghiệp ảnh hưởng đến chính sách lương thực, chính sách nông nghiệp và chính sách môi trường.